# Pierre Dalle Nogare
Pierre Dalle Nogare (Parigi, 22 dicembre 1934 – Parigi, 16 novembre 1984) è stato un romanziere e poeta francese.
Nel 1970 gli viene conferito il Premio Guillaume-Apollinaire per Corps imaginaire pubblicato dalla casa editrice Flammarion.

## Opere

### Poemi
- 1957: Cellules, Gallimard
- 1962: L'autre hier, Gallimard
- 1967: Hauts-fonds, Flammarion
- 1969: Corps imaginaire, Flammarion
- 1970: Motrice, Éditions Fata Morgana

### Narrazioni
- 1971: La Mort assise
- 1972: Déméter

### Novelle
- 1974: Le Grand temps, Éditions Julliard

### Adattamenti
È anche autore di un adattamento, in francese, di Tristano e Isotta, con una prefazione di Alain Bosquet e con le illustrazioni di Lars Bo, Gisèle Celan-Lestrange, Gérard Diaz, Donatella, Gérard Trignac (Parigi, Club du livre, 1985).